# Store Tamsøy
Store Tamsøy (en same : Dávdnesálla) est une île norvégienne appartenant à la commune de Porsanger du comté de Finnmark. Elle s'étend sur 13.68 km².
Store Tamsøy est située dans le Porsangerfjorden, au sud-ouest du village de Repvåg. 
L'île, qui est devenue une propriété privée depuis trois générations, est aujourd'hui préservée en raison des nombreux oiseaux qui y nichent et de la présence de plaquebière..